# ديف سميث (لاعب كرة قدم مواليد 1950)
ديف سميث (بالإنجليزية: Dave Smith)‏ هو لاعب كرة قدم بريطاني في مركز الهجوم، ولد في 11 ديسمبر 1950 في شفيلد في المملكة المتحدة. لعب مع ستوكبورت كونتي وكامبريدج يونايتد ونادي غيتزهد ونادي هارتلبول يونايتد ونادي هاليفاكس تاون وهدرسفيلد تاون.